# De Klaarwater
De Klaarwater is een verdwenen molen in de stad Utrecht die stond op het bastion Morgenster ter hoogte van de huidige Oranjestraat.

## Geschiedenis
Rond 1560 liet houthandelaar Gerrit Willemz een houten standerdmolen bouwen op het bolwerk Morgenster, gunstig gelegen vanwege de westelijke winden. Willemz kon het bolwerk pachten onder de voorwaarde dat de molen bij een eventuele belegering zonder vergoeding zou worden afgebroken. In 1566 had de echtgenoot van Trijn van Leemput het bolwerk met de molen in gebruik.
De molen op Morgenster werd in een akte uit 1737 voor het eerst Klaarwater genoemd. Halverwege de achttiende eeuw ontstond er een overcapaciteit aan korenmolens. Het molenaarsgilde deed daarom een verzoek om De Klaarwater uit te kopen en af te breken, wat in 1753 gebeurde. Tien jaar later kreeg steenhouwer Jan Verkerk toestemming om een nieuwe molen te bouwen op de plaats van De Klaarwater, echter uitsluitend voor het malen van cement en run. Deze bovenkruier werd in 1821 afgebroken.
In het pand Zandstraat C 289/ Oranjestraat 17 bevond zich reeds voor 1845 een gevelsteen met de molen afgebeeld. Het pand waarin de gevelsteen zich bevond is omstreeks 1966 gesloopt. In 2000 werd een replica van de gevelsteen aangebracht in de gevel van Oranjestraat 37, nabij de plek waar de molen stond, met het opschrift De Klaarwater 1737-2000.

## Beeldmateriaal
- Het Utrechts Archief